# خوان کارلوس ایریبرن
خوان کارلوس ایریبرن (انگلیسی: Juan Carlos Iribarren؛ زادهٔ ۲۷ مارس ۱۹۰۱) بازیکن فوتبال اهل آرژانتین است.
از باشگاه‌هایی که در آن بازی کرده‌است می‌توان به باشگاه فوتبال ریور پلاته و باشگاه فوتبال آرژانتینوس جونیورز اشاره کرد.
وی همچنین در تیم ملی فوتبال آرژانتین بازی کرده‌است.